# Aphelandra molinae
Aphelandra molinae là một loài thực vật có hoa trong họ Ô rô. Loài này được T.F.Daniel mô tả khoa học đầu tiên năm 2005.